# Przełęcz Sieniawska
Przełęcz Sieniawska (711 m) – przełęcz w Beskidach Zachodnich oddzielająca Gorce od regionu, który w regionalizacji fizycznogeograficznej Polski według Jerzego Kondrackiego nazywa się Beskidem Orawsko-Podhalańskim, w nowszej regionalizacji z 2018 roku Pogórzem Orawsko-Jordanowskim. Wbrew swojej nazwie przełęcz nie znajduje się w Sieniawie, lecz przy północnym krańcu wsi Lasek, tuż przy granicy z Klikuszową (obydwie miejscowości są w województwie małopolskim, w powiecie nowotarskim, w gminie Nowy Targ). Najbliższymi nazwanymi szczytami w otoczeniu przełęczy są Janiłówka (817 m) na zachodzie (na Pogórzu Orawsko-Jordanowskim) oraz Kułakowy Wierch (843 m) na północnym wschodzie (już w Gorcach).
Przełęcz Sieniawska leży w grzbiecie, będącym w tym miejscu wododziałem pomiędzy dorzeczami dwóch dużych, karpackich dopływów Wisły: Raby (na północy) i Dunajca (na południu). Na północ spod przełęczy spływają drobne cieki wodne, będące lewobrzeżnymi dopływami źródłowego toku Raby. Na południe natomiast spływa jeden ze źródłowych cieków potoku Charczynka (lub Chorczynka), będący prawobrzeżnym dopływem Lepietnicy, która z kolei jest lewobrzeżnym dopływem Czarnego Dunajca.
Przez siodło przełęczy, w głębokim na kilkanaście metrów wykopie, przebiega wybudowana w 1899 r. linia kolejowa nr 99 (Chabówka – Zakopane). Z tego względu czasami podawana jest jeszcze dawna, „naturalna” wysokość przełęczy: 719 m n.p.m. Na samej przełęczy znajduje się na tej linii przystanek kolejowy Pyzówka. Pierwotnie planowano w tym miejscu budowę tunelu, planów tych jednak zaniechano i poprzestano na wykopie. Główna zmiana pierwotnego projektu polegała na usunięciu 155 metrowego tunelu przy dziale wód (km 15) i zastąpieniu go przez przekop kilkunastu metrów głębokości, przy podniesieniu niwelety o 4 do 5 metrów. Przekop ten wykonany w ciągle usuwającem się rumowisku, dał jednakże w następstwie wiele kłopotu przedsiębiorstwu, tak, że oszczędność uzyskana przez zniesienie tunelu, stała się co najmniej wątpliwą.
Droga z doliny Raby do Nowego Targu nie wykorzystywała nigdy Przełęczy Sieniawskiej, wiodąc (także obecnie) przez płaską wierzchowinę Obidowej i Klikuszową. Na przełęcz wyprowadza jedynie lokalna droga do centrum Pyzówki, odgałęziająca się na południe od drogi prowadzącej z Raby Wyżnej przez Sieniawę do Klikuszowej.

## Szlaki turystyczne
Przez przełęcz, w przybliżeniu grzbietem wododziałowym, przechodzi znakowany szlak turystyczny łączący Beskid Orawsko-Podhalański z Gorcami:
 Przełęcz Sieniawska – Janiłówka – Trubacz – Bielanka – Kierówka – przełęcz Pod Żeleźnicą – Żeleźnica. 2:15 h, ↓ 2 h
 Przełęcz Sieniawska – Kułakowy Wierch (Obidowa) – Skałka – Jaworzyna – Stare Wierchy. 2:15 h, ↓ 1:50 h.